# 중환영웅
《중환영웅》(中環英雄, Don't Fool Me)은 홍콩에서 제작된 구예도 감독의 1991년 코미디, 액션 영화이다. 유덕화 등이 주연으로 출연하였다.

## 출연

### 주연
- 유덕화
- 양조위
- 무이

### 조연
- 모순균
- 성규안
- 황추생
- 원결영
- 진혜민
- 구건국
- 진가령
- 황일산
- 임위웅
- 옹세걸
- 전풍
- 주미인
- 소국화
- 리하이성
- 양십일

## 한국어 더빙 성우진(SBS, 2002년 3월 15일)
- 홍시호 - 영웅 (유덕화)
- 김승준 - 호걸 (양조위)
- 김태훈
- 기경옥
- 김환진
- 이우신
- 배정미
- 성완경
- 장호비
- 우정신
- 김영진
- 안종덕
- 이진홍

## 테마곡
- End of Fate (緣盡)
  - 작곡: Lowell Lo
  - 작사: Calvin Poon
  - 가수: 유덕화